# Bric Agrifoglio
Il Bric Agrifoglio è una montagna delle Prealpi Liguri alta 1156 m s.l.m..

## Geografia

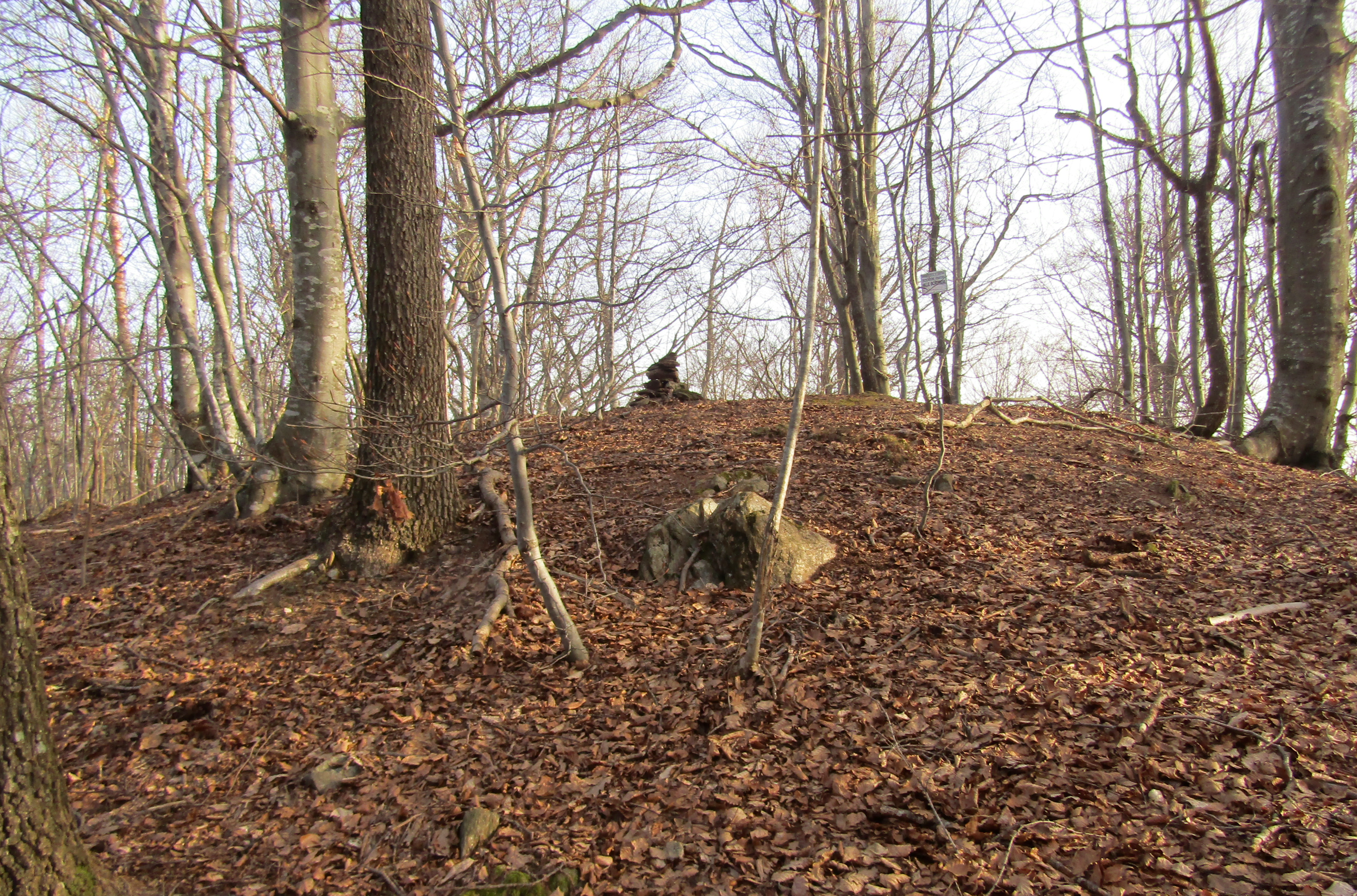
La cima della montagna

Il monte si trova non lontano dallo spartiacque Tanaro/Bormida, sul lato Val Bormida, ed è collocato sul confine tra il comune ligure di Calizzano e quello Piemontese di Garessio. È il rilievo più alto di una costola montuosa che divide tra loro due valloni tributari del Bormida di Millesimo, quello del rio di Valle a nord-ovest e quello del rio Nero a sud-est. Il Bric Agrifoglio è ammantato da boschi di latifoglie e di conifere, con qualche limitata zona a pascolo; sulla cima sorge un ometto in pietrame. La prominenza topografica del Bric Agrifoglio è di 67 m.

## Storia
Alla fine degli anni Novanta del Novecento la zona compresa tra il Bric Agrifoglio e il Colle San Bernardo venne incluca in un progetto per la costituzione di un parco eolico, che una decina di anni dopo fu oggetto di una valutazione di impatto ambientale. Il giudizio sulla compatibilità ambientale del progetto fu negativo, perché venne ritenuto che fosse prevalente "l’interesse alla conservazione della qualità dell’ambiente rispetto all’interesse del proponente ed a quello pubblico della produzione di energia".

## Geologia
La montagna è costituita da rocce metamorfiche, come micascisti e gneiss, che nell'area del Bric Agrifoglio sono caratterizzati dalla presenza di mica nera in lamine ben sviluppate.

## Accesso alla cima
Il Bric Agrifoglio può essere facilmente raggiunto a piedi o in mountain bike dalla sella a quota 1 091 m s.l.m. che lo separa dal Bric Verdiola La selletta di partenza può a sua volta essere agevolmente raggiunta dal Colle del Quazzo oppure, con un percorso più lungo, dal Colle San Bernardo. Affrontando un dislivello maggiore si può anche raggiungere la montagna per sentiero partendo dalla chiesa parrocchiale di Calizzano.